# 天王星大樓

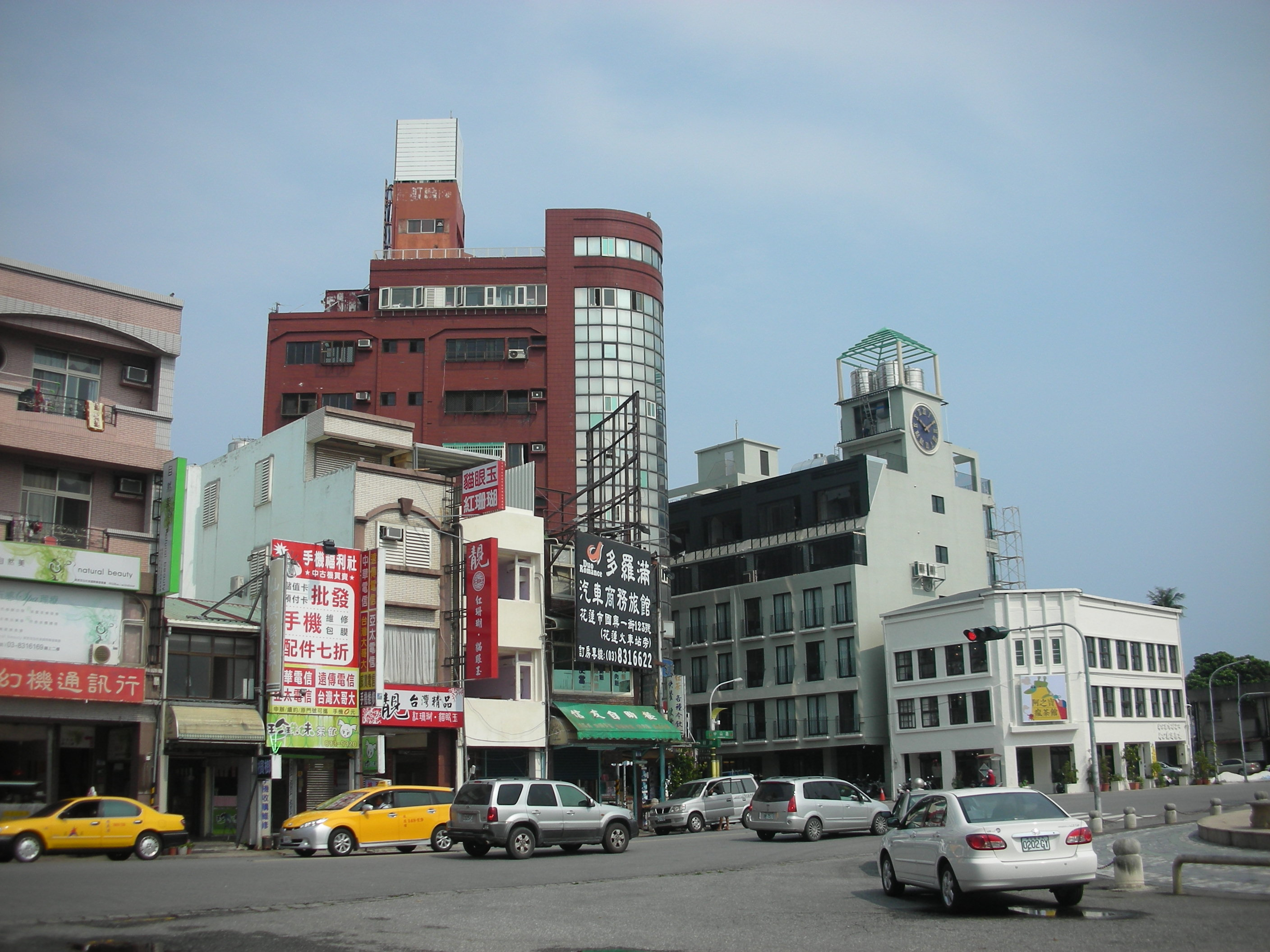
天王星大樓（左側棕色建築），2013年3月

天王星大樓是臺灣花蓮縣花蓮市一橦商住大樓。其樓高10層，於1986年完工；2024年4月3日於花蓮大地震中嚴重受損並下陷傾斜，因無法修復而被拆除，工程從4月5日開始到17日完成，共計接近兩星期。

## 沿革

### 2018年花蓮地震
2018年2月，花蓮地震中，這棟建築物經結構技師勘查後，被列入地震列管建築物「黃名單」而進行修繕。

### 2024年花蓮地震
2024年4月3日，受到2024年花蓮地震波及，建築物由於受到餘震的強烈搖晃而嚴重損壞，使得建築朝中山路與重慶路口下陷，而呈現傾斜的狀態，最後造成1人死亡、4人受傷。當時一名康姓住戶原先於主震發生時逃出後返回大樓，然而大樓卻旋即於餘震發生瞬間嚴重坍塌，因而受困其中。警消在當日下午2時發現康姓住戶身影，但搜救後無生命跡象，經確認已死亡。

## 拆除
臺灣花蓮地方檢察署在震後會同台灣省土木技師公會及現場特搜隊員進入天王星大樓取證，以釐清是否有人為疏失。勘查現場後，台灣省土木技師公會花蓮辦事處處長林志誠接受媒體聯訪表示，已檢查天王星大樓各種施工、設計情況，發現大樓正面缺乏柱子支撐，是典型的軟腳建築；此類建築在花蓮很常見，但多是40年前的老建築。
天王星大樓被特搜人員救出的22人以及其他住戶，除了暫時住親友家的之外，都安置在花蓮縣花蓮市中華國民小學設立的臨時收容中心。前天王星大樓管理委員會主任委員王貞云接受媒體採訪表示，在2018年花蓮地震後，管委會有請日本結構技師勘查後說結構没問題，後來經過修繕，恢復正常使用；並表示，拆除後希望政府協助重建。此次天王星大樓不開放住戶返家取物，大樓內部民眾物品由花蓮縣警察局分別在天王星大樓旁中山路東側及花蓮市國福土資場設置2處「拾得物收集站」招領。
天王星大樓的拆除自5日開始進行，操作機具的工班來自宜蘭縣，但因蘇花公路中斷，只能從西部接南迴公路，繞行整個台灣到花蓮，整個拆除工作約計2個星期。在拆除作業進行的途中，一度因為餘震跟支撐問題暫停拆除作業，於支撐鋼梁增加到6根後再次復工進行拆除。
截至4月19日，從天王星大樓拆除工程中陸續救出五隻寵物貓、六隻雞。
工程單位於4月17日宣佈拆除工程已經完成，現場已夷為平地。

## 相關建築
- 國立花蓮女子高級中學：該建築為此次地震中的兩棟傾斜建築物之一，附近區域的建築同受地震波及而受損。[26]

## 外部連結
- 0403地震專案拾得物招領專區